# Гальперин, Марк Петрович
Марк Петрович Гальперин (род. 1937)— советский учёный в области микроэлектроники, профессор, доктор технических наук, создатель первых отечественных микропроцессоров и микро-ЭВМ, лауреат Государственной премии СССР.

## Биография
Родился в Ленинграде. В 1954 году окончил Ленинградскую школу № 203 им. А. С. Грибоедова и поступил в Ленинградский Институт точной механики и оптики (ЛИТМО), который окончил с красным дипломом в 1960 году. Уже на преддипломной практике в институте начал работать в Ленинградском конструкторском бюро (ЛКБ), в команде, созданной профессором Ф. Г. Старосом.
Марк Гальперин — первый заместитель Главного конструктора боевой информационно-управляющей системы (БИУС) МВУ-110 «Узел», разработанной в 1960-70-х годах специально для дизель-электрических подводных лодок. В 1984 году удостоен Государственной премии СССР за участие в проекте «Варшавянка». Награжден орденом Трудового Красного Знамени.
Создатель первой в СССР корабельной аппаратуры на микропроцессорах и больших интегральных схемах «Кентавр», главный конструктор первой в СССР одноплатной микро-ЭВМ серии «Электроника С5».
После 1990 года занимался бизнесом в международной торговле и перевозках сибирского угля и уральских минеральных удобрений. В 2009-м году основал компанию Richwise (позже переименованную в Ply Online Pty Ltd), занимающуюся поставками фанеры.
Сейчас живёт в Мельбурне, Австралия.